# Pygopristis denticulata
Pygopristis denticulata es una especie de peces de la familia Characidae en el orden de los Characiformes.

## Morfología
Los machos pueden llegar alcanzar los 20 cm de longitud total.

## Hábitat
Vive en zonas de clima tropical.

## Distribución geográfica
Se encuentran en Sudamérica:  cuenca del río Orinoco, ríos de las Guayanas y afluentes del curso inferior del río Amazonas.

## Observaciones
Su dentadura puede causar graves mordeduras a los humanos.